# Thủy điện Sông Bung 5
Thủy điện Sông Bung 5 là công trình thủy điện xây dựng trên dòng sông Bung tại vùng đất huyện Nam Giang tỉnh Quảng Nam, Việt Nam .
Thủy điện Sông Bung 5 có công suất 57 MW với 2 tổ máy, khởi công tháng 1/2010, hoàn thành quý 4/2012 .

## Sông Bung
Sông Bung là phụ lưu cấp 1 của sông Vu Gia.